# Richard Wossidlo

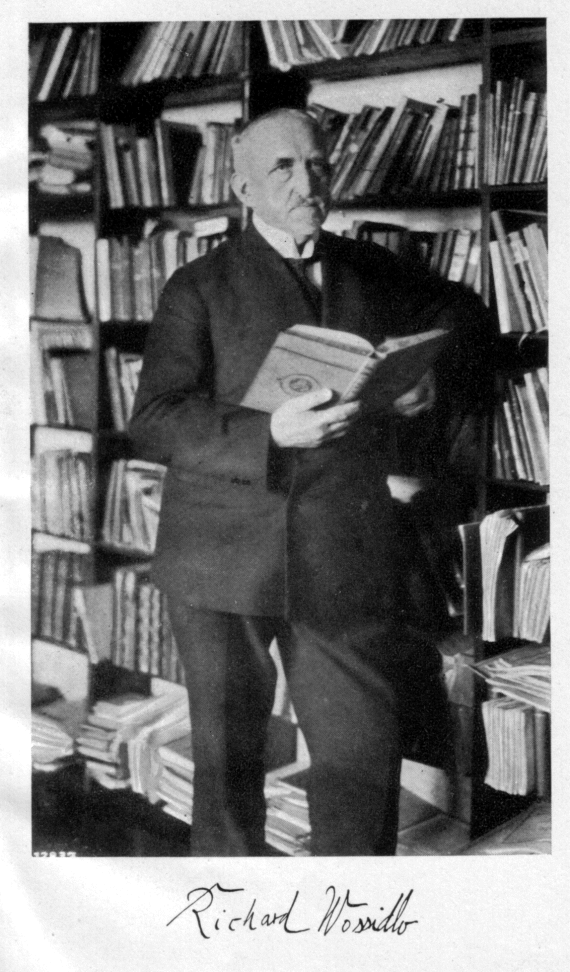
Richard Wossidlo (1859–1939)

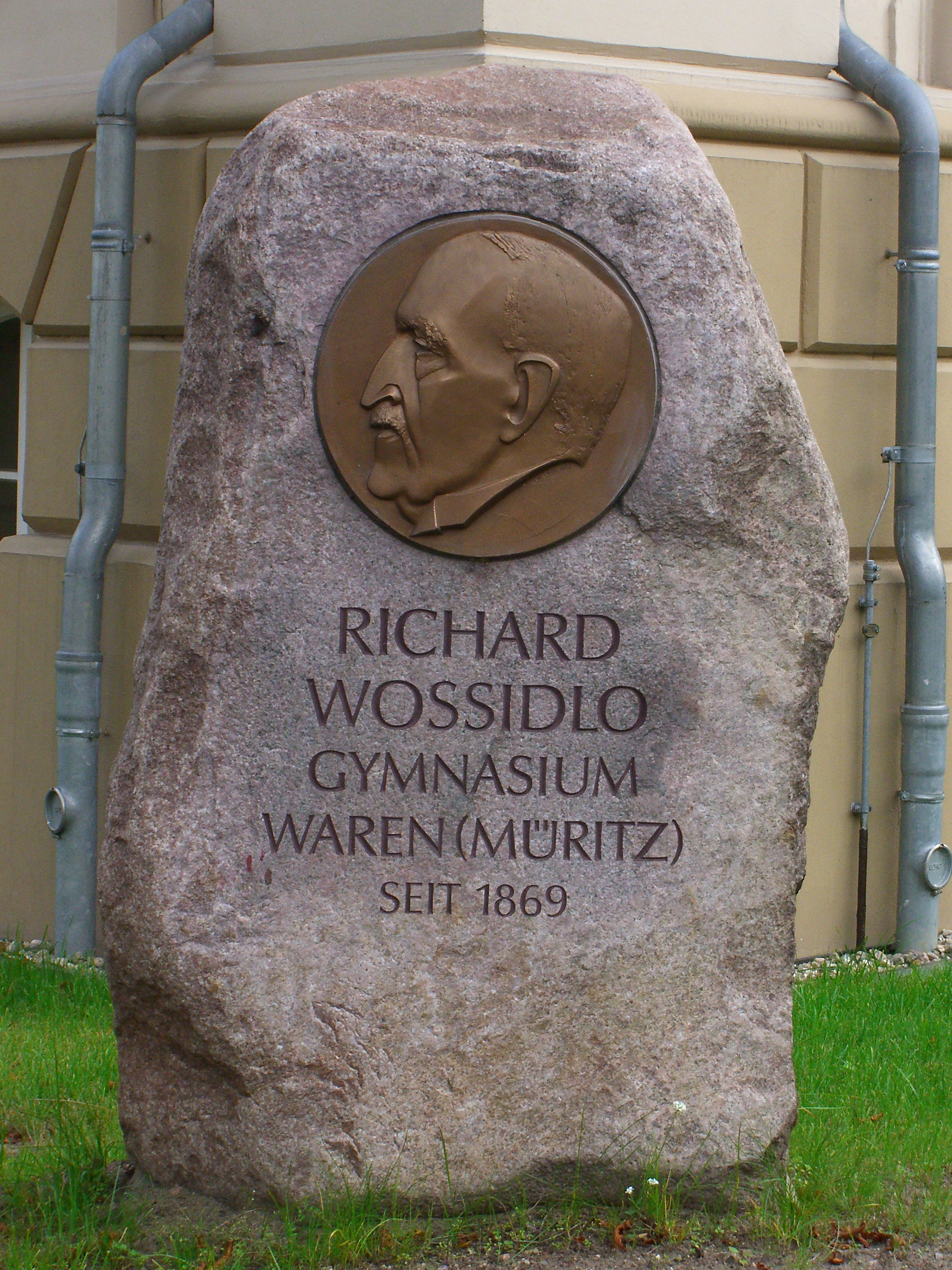
Gedenkstein in Waren (Müritz)

Richard Carl Theodor August Wossidlo (* 26. Januar 1859 in Friedrichshof; † 4. Mai 1939 in Waren (Müritz)) war Gymnasialprofessor und gilt als Nestor der mecklenburgischen Volkskunde, als Mitbegründer der deutschsprachigen Volkskunde und als bedeutsamer Feldforscher der Europäischen Ethnologie.

## Biografie

### Ausbildung und Lehrerberuf
Richard Wossidlo wurde als viertes von sieben Kindern des Rittergutsbesitzers Alfred (Ferdinand) Wossidlo (1830–1863) und dessen Ehefrau, der Gutsbesitzertochter Mathilde Dorothea Kohrt (1834–1916), in Friedrichshof bei Tessin geboren. Wossidlos Geburtsort ist seit 1971 eine Wüstung. Auf den Höfen seines Großvaters bei Waren (Müritz) und seines Onkels in Körkwitz bei Ribnitz wurde er früh mit der Sprache der arbeitenden Landbevölkerung (der Tagelöhner etc.) und den Traditionen der ausklingenden Vormoderne vertraut. Um 1867 wohnte er in Bützow und besuchte dort mit seinem Bruder das Realgymnasium.
Nach dem Abitur an der Großen Stadtschule in Rostock (1876), wo ihn Karl Ernst Hermann Krause für das Niederdeutsche gewann, studierte Wossidlo bis 1883 Klassische Philologie an der Universität Rostock, der Universität Leipzig und der Humboldt-Universität zu Berlin. Eine bei Richard Foerster begonnene Dissertation auf dem Gebiet der griechischen Sprache blieb unvollendet. 1883 erwarb er die Befähigung für Latein und Griechisch in der Oberstufe. Nach seinem Probejahr in Wismar ging er 1886 an das Gymnasium in Waren, wo er bis 1924 im Schuldienst blieb, jedoch schon seit 1922 für seine Forschungen freigestellt war und den Lehrerberuf nicht mehr ausübte. 1908 wurde er zum Gymnasialprofessor ernannt.
In der Heimatbewegung Mecklenburgs wurde Wossidlo zur wichtigen Symbolfigur. Im Nationalsozialismus war er bestrebt, seine volkskundlichen Projekte weiterzuführen, stand jedoch rassistischem Ideengut und der NS-Partei fern. Über Wossidlos Verhältnis zum Nationalsozialismus äußerte sich Arnold Hückstädt im Mai 1989 auf der Gründungsversammlung des Arbeitskreises Fritz Reuter: „Wossidlo fand aber auch geistige Geborgenheit und Schutz bei Reuter, als in brauner Zeit seinem Lebenswerk nazistischer Mißbrauch drohte. Zu gern hätten die Nazis ihn vor ihren ‚völkischen Karren‘ gespannt. Doch Wossidlo wußte – nicht zuletzt durch Rückzug in Stille, durch Hinwendung zu Reuter – der Entwürdigung seiner Person und der Beleidigung seiner Arbeit zu entgehen. Während die Naziführer Mecklenburgs Wossidlo anläßlich seines 75. Geburtstages 1934 ‚nationalsozialistische Ehrungen‘ angedeihen lassen wollten, nahm er an öffentlichen Feiern nicht teil. Er fuhr derweil nach Eisenach und legte Blumen auf das Grab Fritz Reuters. Um von den Nazis nicht korrumpiert zu werden, ging Wossidlo in eine Art ‚innere Emigration‘, fand er immer wieder einen Vorwand, sich den nazistischen Zudringlichkeiten zu verweigern.“ Dennoch feierte ganz Mecklenburg auf Initiative und unter Federführung der NSDAP Wossidlo an seinem 80. Geburtstag (1939) als Nationalhelden in einer Festwoche mit zahlreichen Festveranstaltungen im ganzen Land.
Wossidlo wurde auf dem Friedhof in Ribnitz begraben. Die Stadt Waren vergibt seit 1978 einen Richard-Wossidlo-Kulturpreis.

### Volkskundliche Sammlung und Forschung
Wossidlo sammelte in seiner Studienzeit niederdeutsche Wörter und Redewendungen aus den Werken Fritz Reuters oder John Brinckmans und begann damit die gesprochene Mundart zu dokumentieren. Diese Sammelarbeit war volkskundlich, weil sie Sinnbezüge des Wortschatzes, nicht aber Lautung und kaum Grammatisches erfasste. Publiziert wurde sie mit Hilfe des Vereins für niederdeutsche Sprachforschung in Hamburg.
1890 beauftragte der Verein für mecklenburgische Geschichte und Altertumskunde Wossidlo mit der Sammlung von „Volksüberlieferungen“, die er bis an sein Lebensende neben dem Lehrerberuf fortsetzte, seit 1906 auch mit Unterstützung des Heimatbundes Mecklenburg. Hier kooperierte er eng mit dem Archäologen Robert Beltz und dem Geologen Eugen Geinitz. 1912 lernte Wossidlo am Gymnasium Carolinum den damaligen wissenschaftlichen Hilfslehrer Hans Wilhelm Barnewitz kennen. Ihre gemeinsame Liebe zur mecklenburgischen Heimat und zum Niederdeutschen, die Sammlung von Sagen und Sprichwörtern sowie das schriftliche Bewahren von Sitten und Bräuchen führten zu einer intensiven Freundschaft und spiegelten sich in einem regen Briefwechsel wider. Eine ihm 1919 angetragene Professur für niederdeutsche Sprache und Volkskunde lehnte er ab. Statt seiner erhielt Hermann Teuchert den Lehrstuhl, dem Wossidlo sein sprachliches Material für das Mecklenburgische Wörterbuch überließ. 1936 wurde im Schweriner Schloss auf Basis seiner Sachkultursammlung das Mecklenburgische Bauernmuseum „Wossidlo-Sammlung“ begründet; heute im Freilichtmuseum Schwerin-Mueß.

## Kulturwissenschaftliche Bedeutung
Die 1897 edierten „Rätsel“ machten den jungen Privatgelehrten in der Fachwelt bekannt, obwohl Johannes Gillhoff bereits 1892 Mecklenburgische Volksrätsel ediert hatte. Wie Karl Bartsch, der 1867 im Auftrag des Altertumsvereins einen Sammelaufruf über Sagen, Märchen und Gebräuche ergehen ließ, machte auch Wossidlo vom „Gewährsmannprinzip“ Gebrauch. Sein Netzwerk von Sammelhelfern, die lokale Eigentümlichkeiten notierten und an ihn weiterreichten, umfasst über 1400 Gewährsleute, vielfach Lehrer, Geistliche und Verwaltungsbeamte, darunter auch Archivare wie Ludwig Krause. Manche Angehörige unterer Schichten teilten zwar ebenso ihre Sammelbefunde schriftlich mit, äußerten sich aber in der Regel mündlich „im Feld“. Dieses suchte er bei jeder Gelegenheit auf, um über 5000 seiner Landsleute vor Ort zum Erzählen zu bringen. Das Gehörte notierte er in der Mundart auf kleinformatigen Zetteln, die er in einem System von Zettelkästen nach Sachgruppen, Orten und Motiven ordnete. In der Anfangszeit beschrieb er gelegentlich seine Manschetten, um den Gesprächsfluss nicht zu stören. Rundfunkbeiträge, Theaterspiele und Heimatfestzüge unterstützten die Werbearbeit und hielten das methodenkombinierte Sammelunternehmen in Gang.
Während sich etwa Wilhelm Wisser auf Märchen und Schwänke beschränkte, widmete sich Wossidlo der gesamten Ausdrucksbreite sprachlicher und volkskultureller Überlieferungen: Erzählungs- und Liedgut traten neben Bräuche und Zeugnisse des Volksglaubens, Ethnobotanisches und Volkszoologisches neben Flurnamen, Kinderreim und Kinderspiel neben Handwerk und Landwirtschaft. Auch Sexualität in der Volkskultur wurden nicht ausgespart, deren Erforschung sich zu dieser Zeit Friedrich Salomon Krauss annahm. Alle Bereiche wurden durch Wortschatzwissen und später die Sachkultur unterlegt.
Wossidlo arbeitete nach Prinzipien der modernen Feldforschung: Die Partnerschaft zwischen Forscher und Informant, der längere Feldaufenthalt, die Vertrautheit mit der Kultur und die Fähigkeit, Sprachnuancen zu erfassen. Er legte seine Forschungspraxis dar, deren Prinzipien für die Volkskunde zum Vorbild wurden und von vielen namhaften Philologen und Volkskundlern anerkannt wurden. Der finnische Volkskundler Kaarle Krohn, der den ersten internationalen folkloristischen Forscherbund gründete, rückte Wossidlos Leistung in die Nähe des dänischen Folkoristen Evald Tang Kristensen oder des estnischen Pfarrers Jakob Hurt.
Ab 1883 bereiste Wossidlo nahezu jeden Ort Mecklenburgs und seine Sammlung wurde die Grundlage für das Mecklenburgische Wörterbuch.

## Nachlass
1954 wurde auf Basis des Wossidlo-Nachlasses auf Anregung des Rostocker Studienrates Paul Beckmann (1888–1962) und mit Unterstützung von Wolfgang Steinitz eine Wossidlo-Forschungsstelle als Außenstelle des Instituts für Deutsche Volkskunde der Berliner Akademie der Wissenschaften gegründet. Mit der Auflösung der Akademie wurde die Forschungsstelle in die Philosophische Fakultät der Universität Rostock integriert.
Etwa zwei Millionen Dokumente befinden sich heute im Wossidlo-Archiv des Instituts für Volkskunde der Universität Rostock. Das Archiv wurde im Rahmen des unter anderem von der DFG geförderten Projektes WossiDiA digitalisiert und steht seitdem online zur Verfügung.

## Veröffentlichungen
Monographien, mehrbändige Werke:
- Beiträge zum Thier- und Pflanzenbuch. Thiergespräche, Legenden und Redensarten. Rostock, 1885.
- Mecklenburgische Volksüberlieferungen. 4 Bände. Rostock, 1897–1931.

Band 1: Rätsel. (1897)
Band 2: Die Tiere im Munde des Volkes. (1899)
Band 3: Kinderwartung und Kinderzucht. (1906)
Band 4,1: Kinderreime. (1931; nicht mehr erschienen)
- Ein Winterabend in einem mecklenburgischen Bauernhause. Volksstück. Rostock, 1901. (4. Aufl.: 1937).
- Aus dem Lande Fritz Reuters. Humor in Sprache und Volkstum Mecklenburgs. Mit einer Einleitung über das Sammeln volkstümlicher Überlieferungen. Leipzig, 1910.
- Buernhochtiet. Volksstück. Rostock, 1926. (Nachdruck: Rostock, 1991).
- Mecklenburgische Sagen. Ein Volksbuch. 2 Bände. Rostock, 1939.
- Reise, Quartier, in Gottesnaam. Das Seemannsleben auf den alten Segelschiffen im Munde alter Fahrensleute. Band 1: Rostock 1940, Band 2: Rostock 1943; 7. Auflage: Hinstorff-Verlag, Rostock 1959.
- Volksschwänke aus Mecklenburg. Herausgegeben von Siegfried Neumann. Institut für dt. Volkskunde, Band 30, Akademie-Verlag, Berlin 1963.
- [Initiator und Mitherausgeber von] Hermann Teuchert [Hrsg.]: Mecklenburgisches Wörterbuch. 7 Bände. 1942–1992. [Nachdruck: 1996]. Band 8: Nachtrag und Index, 1998.

Dazu kommen mehr als 600 Aufsätze und andere Kleinschriften.

## Ehrungen

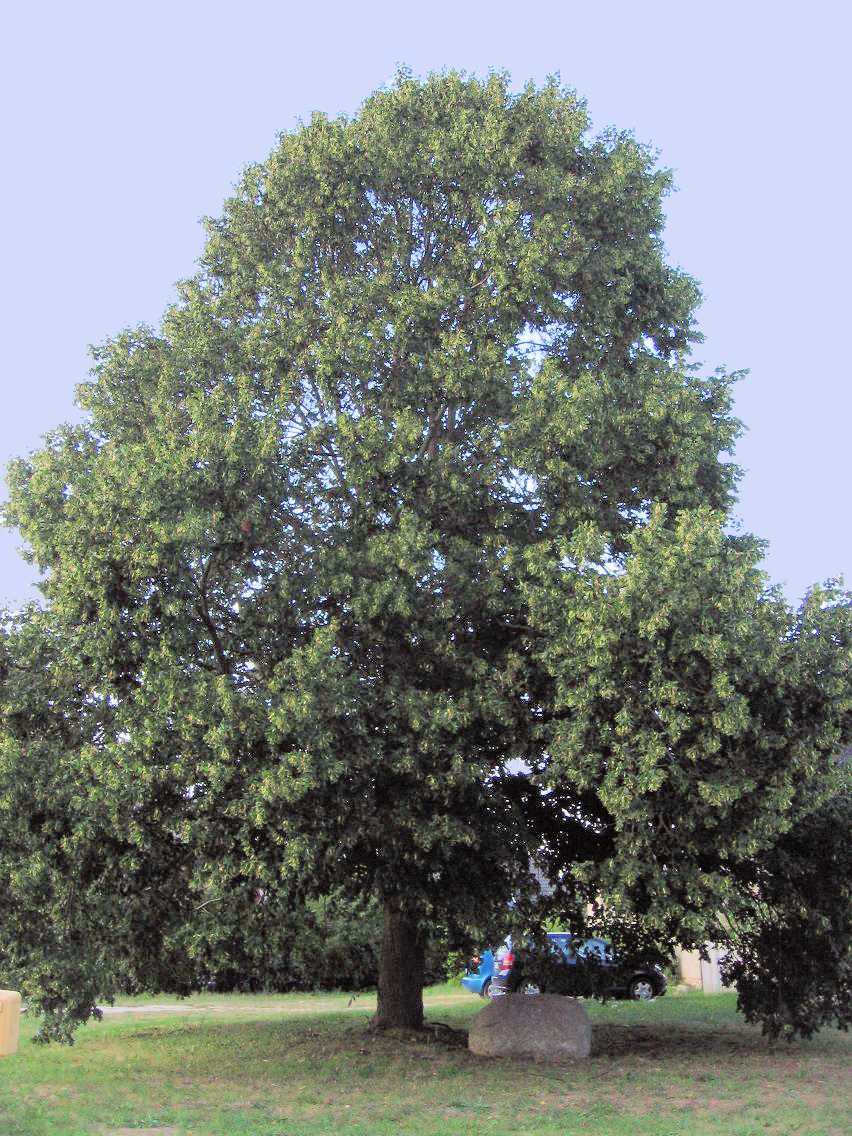
Wossidlo-Linde in Körkwitz

- Mitglied mehrerer wissenschaftlicher Gesellschaften, u. a. Finnischen Literaturgesellschaft.
- Zweimal den John-Brinckman-Preis der Hansestadt Rostock
- Große Medaille für Kunst und Wissenschaft des Großherzogtums Mecklenburg-Schwerin
- Goethe-Medaille für Kunst und Wissenschaft der Regierung Mecklenburgs (1934)
- Silberne Leibniz-Medaille (1937).
- Ehrensenator und Ehrendoktor der Universität Rostock
- Ehrenbürger der Stadt Waren (Müritz).
- 1987 wurde ein Fahrgastschiff in Waren (Müritz) nach ihm benannt[9]
- Schulen in Mecklenburg-Vorpommern:
  - Richard-Wossidlo-Schule (Güstrow)
  - Richard-Wossidlo-Gymnasium (Waren) (seit 1939)
  - Richard-Wossidlo-Gymnasium (Ribnitz-Damgarten)
- Wossidlostraße in Boizenburg, Graal-Müritz, Güstrow, Ludwigslust, Parchim, Rostock, Schwerin, Waren (Müritz)
- Wossidloweg in Lübeck und Berlin-Kladow
- Wossidlopark in Rostock-Brinckmansdorf[10]